# Liste der Bischöfe von St. Edmundsbury & Ipswich
Die Liste der Bischöfe von St. Edmundsbury & Ipswich stellt die bischöflichen Titelträger der Church of England, der Diözese von Saint Edmundsbury und Ipswich, in der Province of Canterbury dar.
| Liste der Bischöfe von St. Edmundsbury & Ipswich | Liste der Bischöfe von St. Edmundsbury & Ipswich | Liste der Bischöfe von St. Edmundsbury & Ipswich | Liste der Bischöfe von St. Edmundsbury & Ipswich           |
| ------------------------------------------------ | ------------------------------------------------ | ------------------------------------------------ | ---------------------------------------------------------- |
| Von                                              | Bis                                              | Name                                             | Anmerkungen                                                |
| 1914                                             | 1921                                             | Henry Hodgson                                    |                                                            |
| 1921                                             | 1923                                             | Albert David                                     | danach Bischof von Liverpool                               |
| 1923                                             | 1940                                             | Walter Whittingham                               |                                                            |
| 1940                                             | 1953                                             | Richard Brook                                    |                                                            |
| 1954                                             | 1965                                             | Arthur Morris                                    | vorher Bischof von Pontefract                              |
| 1966                                             | 1978                                             | Leslie Brown                                     | vorher Bischof von Stafford, danach Bischof von Chelmsford |
| 1978                                             | 1986                                             | John Waine                                       |                                                            |
| 1986                                             | 1996                                             | John Dennis                                      | vorher Bischof von Knaresborough                           |
| 1997                                             | 2007                                             | Richard Lewis                                    | vorher Bischof von Taunton                                 |
| 2007                                             | 2013                                             | Nigel Stock                                      | vorher Bischof von Stockport, danach Bischof von Lambeth   |
| 2015                                             | 2025                                             | Martin Seeley                                    |                                                            |